# Charles August Lindbergh

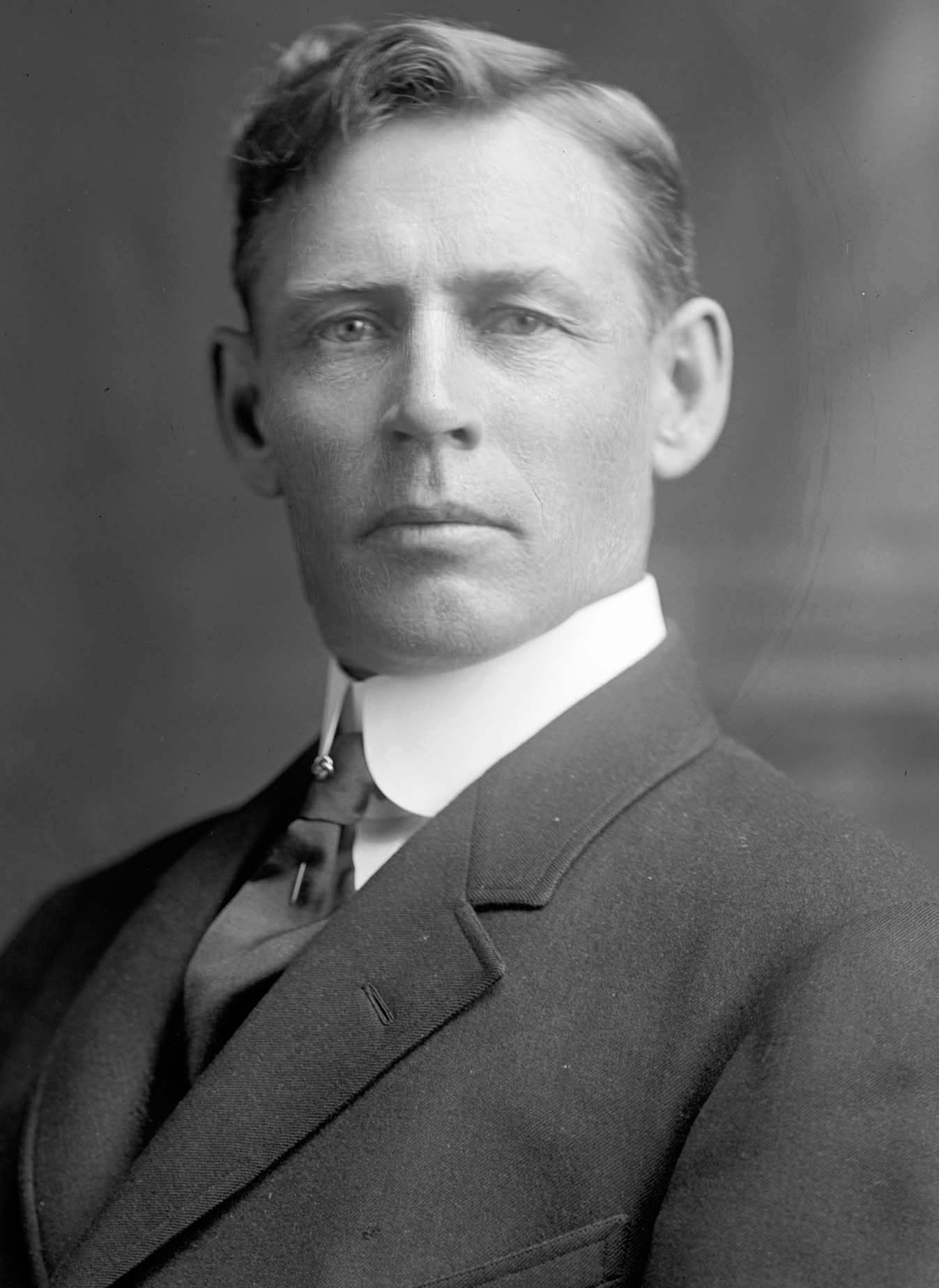
Charles August Lindbergh

Charles August Lindbergh I (* 20. Januar 1859 in Stockholm, Schweden; † 24. Mai 1924 in Crookston, Minnesota) war ein US-amerikanischer Politiker. Zwischen 1907 und 1917 vertrat er den Bundesstaat Minnesota im US-Repräsentantenhaus. Er war der Vater des Flugpioniers Charles Lindbergh.

## Leben
Charles (Carl) August Lindbergh wurde in Stockholm als außerehelicher Sohn des einflussreichen schwedischen Politikers Ola Månsson (1808–1893), als Vertreter des Bauernstandes Mitglied des Ständereichstags, und der Kellnerin Lovisa Jansdotter Carlén (1837–1921) geboren. Sein Vater musste noch im selben Jahr aufgrund von Korruptionsvorwürfen Schweden fluchtartig verlassen. Er trennte sich von seiner Ehefrau, mit der er sieben Kinder hatte, wanderte mit seiner Geliebten und dem gemeinsamen Sohn Carl in die Vereinigten Staaten aus und nahm dort den Namen August Lindbergh an, und aus Carl wurde Charles August. Die Familie gründete in der Nähe von Melrose im Stearns County, einer der deutsch dominierten Gegenden Minnesotas, eine Farm.
Lindbergh besuchte die öffentlichen Schulen einschließlich der Grove Lake Academy und der St. Cloud Normal School. Nach einem anschließenden Jurastudium an der University of Michigan in Ann Arbor und seiner im Jahr 1883 erfolgten Zulassung als Rechtsanwalt begann er in Little Falls in seinem Beruf zu praktizieren. Darüber hinaus betrieb er die elterliche Farm.
Zwischen 1891 und 1893 war Lindbergh Bezirksstaatsanwalt im Morrison County. Politisch wurde er Mitglied der Republikanischen Partei. Bei den Kongresswahlen des Jahres 1906 wurde er im sechsten Wahlbezirk von Minnesota in das US-Repräsentantenhaus in Washington, D.C. gewählt. Dort trat er am 4. März 1907 die Nachfolge von Clarence Buckman an. Nach vier Wiederwahlen konnte er bis zum 3. März 1917 fünf Legislaturperioden im Kongress verbringen. In dieser Zeit wurden der 16. und der 17. Verfassungszusatz verabschiedet. Lindbergh war ein Gegner des Federal Reserve Act von 1913.
Im Jahr 1913 veröffentlichte er das Buch Banking, Currency, and the Money Trust, in dem er die Zersetzung des Staates durch eine finanzkräftige Elite kritisierte. Als er fünf Jahre später die von der Historikerin Kathryn S. Olmsted als verschwörungstheoretisch und antikatholisch eingeschätzte Schrift Your Country At War veröffentlichen wollte, die den Eintritt Amerikas in den Ersten Weltkrieg einem geheimen, nur im eigenen Interesse handelnden inneren Zirkel anlastete, wurden die Druckplatten von Bundesagenten vernichtet.
Im Jahr 1916 verzichtete Lindbergh auf eine erneute Kandidatur für das US-Repräsentantenhaus. Stattdessen bewarb er sich erfolglos als Kandidat der Nonpartisan League für einen Sitz im US-Senat. Danach arbeitete er wieder als Rechtsanwalt. Im Jahr 1917 engagierte sich Lindbergh gegen den amerikanischen Eintritt in den Ersten Weltkrieg. 1918 kandidierte er ohne Erfolg für das Amt des Gouverneurs von Minnesota. Später trat Lindbergh der Farmer-Labor Party bei. Innerhalb dieser Partei bewarb er sich um die Nominierung für die Gouverneurswahlen des Jahres 1924. Er starb aber noch vor den Vorwahlen der Partei an einem Gehirntumor.

## Schriften
- Banking, Currency, and the Money Trust. 1913 (Digitalisat).
- Your Country At War, and What Happens To You After a War. Philadelphia 1917 (PDF).